# كاتي تايلور
كاتي تايلور (بالإنجليزية: Katie Taylor)‏ (و. 1986  م) هي ملاكمة، ولاعبة كرة قدم، من جمهورية أيرلندا، شاركت في ألعاب أولمبية صيفية 2012، وملاكمة في الألعاب الأولمبية الصيفية 2012 – سيدات وزن خفيف ‏، تلعب كمُهَاجِمَة.

## روابط خارجية
- كاتي تايلور على موقع IMDb (الإنجليزية)
- كاتي تايلور على موقع قاعدة بيانات الفيلم (الإنجليزية)
- كاتي تايلور على موقع بوكس ريك (الإنجليزية) (registration required)
- كاتي تايلور على موقع الاتحاد الدولي (مؤرشف)  (الإنجليزية)
- كاتي تايلور على موقع الاتحاد الأوربي (الإنجليزية)
- كاتي تايلور على موقع Soccerway.com (الإنجليزية)
- كاتي تايلور على موقع اللجنة الأولمبية الدولية (الإنجليزية)
- كاتي تايلور على موقع أوليمبيديا (الإنجليزية)